# 長いナイフの夜
長いナイフの夜（ながいナイフのよる、ドイツ語: Nacht der langen Messer  発音、又は、レーム一揆、レーム事件）とは、1934年6月30日から7月2日にかけて、国民社会主義ドイツ労働者党（ナチ党）が行った突撃隊 (SA) などに対する粛清事件である。
粛清は正式な法的措置を執らずに行われ、エルンスト・レームらSA幹部、ナチス左派の領袖だったグレゴール・シュトラッサー、元首相で名誉階級陸軍大将のクルト・フォン・シュライヒャーなど、党内外の人々多数が裁判を経ずに殺害された他、党の権力争いと直接関係のない人物も粛清執行の当事者の私怨などにより犠牲となった。当局の公式発表によると77人が死亡したことになっているが、116名の死亡者の氏名が明らかになっている。亡命ドイツ人の発表では千人以上という数値も主張されている。
事件名は、5世紀ウェールズでのザクセン人傭兵により起こされたとされる、ブリテン人への宴席での騙し討ち『長いナイフの裏切り』に因む（ただし、この事件に関する同時代の記録は存在せず、後世の創作であると考えられている）。いずれもナイフという単語は複数形で形容されている。

## 背景

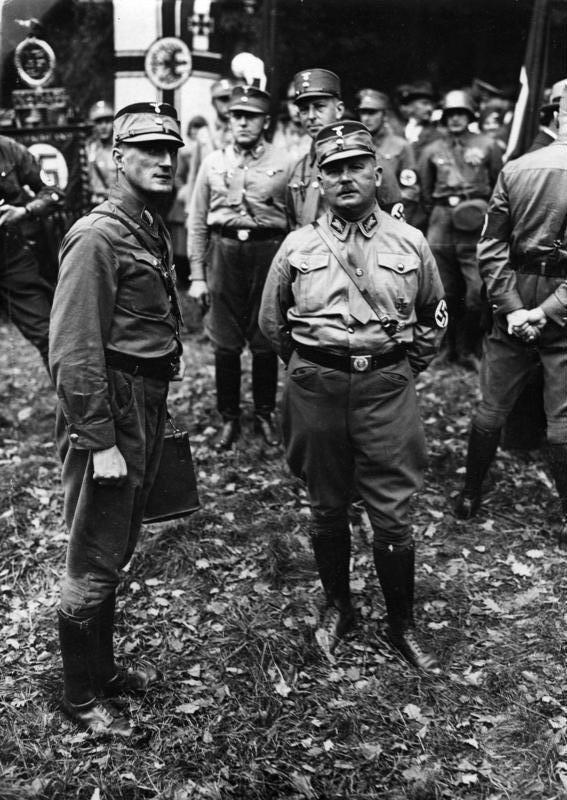
レーム（右）と副官ハンス・フォン・シュプレーティ＝ヴァイルバッハ伯爵（左）。両名とも粛清される。1933年2月。

突撃隊 (SA) はナチス党の私兵部隊であり、ヴァイマル共和政時代には共産党の私兵部隊「赤色戦線戦士同盟」などと殴り合いをしていた。ヴェルサイユ条約で兵器保有制限を課されていたドイツ正規軍「国軍 (Reichswehr)」からも右翼政党の武装組織として期待され、武器などの供給を受け、かなりの武力を保持していた。ナチスの党勢拡大とともに突撃隊も巨大化していき、ナチ党が政権を掌握した1933年には突撃隊は総員400万人、うち武装兵士が50万人の規模であった。これは国軍における陸軍将兵10万人の5倍にもおよぶものであり、国内最大規模の武装集団であった。1931年以来、突撃隊 (SA) を指導していたのは突撃隊幕僚長エルンスト・レームであった。レーム以下突撃隊員の多くがナチスの政権掌握後、突撃隊を新たな正規軍とする事を望み、それに関する独自の構想も持っていた。レームはヒトラー内閣でみずからが国防大臣として入閣できるものと信じていたが、期待に反して当初彼は閣僚には加えられなかった（1933年12月にようやく無任所大臣として入閣している）。
ヒトラーへの失望が大きかったレームは、公然と「第二革命」をとなえてヒトラーや軍部を攻撃するようになった。レームの政敵であるヘルマン・ゲーリング指揮下のゲシュタポ（秘密警察。後に親衛隊の組織となるが、当時はプロイセン州内相たるゲーリングの指揮下にあった）は、レームを徹底的に監視し、その反ヒトラー的言動を逐一ヒトラーに報告した。ヒトラーは長年の同志であるレームを粛清することは避けたいと考え、当初はレームの懐柔を狙った。1933年12月1日に無任所大臣として閣僚に加えたり、勲章を与えるなどしていたが、これらはレームと突撃隊の独自路線を抑制するには至らなかった。1934年代になるとレームのヒトラーへの攻撃的姿勢は更にあからさまになった。部下の突撃隊員達も各地で「第二革命」を叫び、プロイセン的な価値観やユダヤ教・キリスト教などのドイツの伝統的宗教を盛んに攻撃し、軍部などの保守層と敵対した。彼らは酒を飲んでは街中で暴行をふるっていたのでドイツ国民の評判も悪かった。
レームを中心とした突撃隊一派がヒトラーや軍部に対して反乱を企てているというデマが流れた。事態を重く受け止めたパウル・フォン・ヒンデンブルク大統領は「ヒトラーが処置を下さない場合には大統領権限で戒厳令を布告して軍に処置を下させる」とヒトラーに通告した。首相権限の形骸化を恐れたヒトラーがついに粛清を決意したものとみられる。しかしレーム自身には反乱の意志はなかったとされ、プロイセン州首相ヘルマン・ゲーリング、親衛隊全国指導者ハインリヒ・ヒムラー、親衛隊諜報部 (SD) 長官ラインハルト・ハイドリヒの三名がレームの反乱計画を捏造したのが真相であるとされる。

### 突撃隊と軍部の争い
エルンスト・レームは、貴族やユンカーが幹部を占める今の正規軍「国軍 (Reichswehr)」では、ヴェルサイユ条約を打破して再軍備がかなったとしても結局、旧プロイセン王国的な旧式軍隊にしかならず、近代戦争に対応できる軍隊にはならないと考えていた。彼が理想とするのは国民軍の形態であった。突撃隊は5つの突撃隊上級集団（軍隊の「軍団」に相当）と18の突撃隊集団（「師団」相当）で構成され、国軍の5倍にあたる兵力を保持し、軍隊と同等の規律を有し、その指揮官達は元将校たちで占められていた。いつでも国軍 (Reichswehr) に取って代わることができる状態であった。
軍部は突撃隊を警戒しつつも初めは利用を考えた。国防省軍務局長ヴァルター・フォン・ライヒェナウ少将は突撃隊を東部の国境警備の民兵にしたり、国軍の予備戦力にしたりするため、突撃隊と接触し、1933年5月には突撃隊と国軍はその旨の協定を結んでいる。協定では突撃隊は国軍の管轄下になるはずであったが、レームはやがて東部国境での独立的な指揮権と武器庫監督権を主張するようになり、国軍と対立を深めた。
1934年2月にレームは国防省に覚書を送ったが、内容があまりに過激であったため、国防相ヴェルナー・フォン・ブロンベルク上級大将は、司令官会議の席上「レームが全国の国防組織をSAの傘下に入れ、国軍をただの訓練機関にしようとしている。」と結論するに至った。このためブロンベルクはついにヒトラーの裁可を仰ぐこととした。
ヒトラーとしても、軍との連携を必要不可欠と考えており、そのためにもレームとSAの処遇を決定する必要があったが、レームの粛清に乗り気でないヒトラーは、まずは国軍と突撃隊を和解させようと試みた。1934年2月28日、ヒトラーは、ブロンベルク以下国防省幹部とレーム以下突撃隊幹部を国防省に集め、両者に和解を求めた。二人はヒトラーを前にして「ドイツの唯一の武装兵力は国軍 (Reichswehr) であり、突撃隊 (SA) は軍事活動の準備や補修訓練にあたる」ことで合意し、一応握手をした。しかしレーム達突撃隊幹部が協定を守る様子はなく、引き続き国軍と突撃隊の睨み合いが続いた。以降ライヒェナウなどの国軍幹部は突撃隊の粛清を企む親衛隊 (SS) に接近して粛清の準備に協力することとなる。

### 親衛隊の思惑
1934年4月頃から真っ先に突撃隊の粛清を計画していたのが親衛隊 (SS) であった。親衛隊はこの時点では突撃隊の下部組織の一つにすぎず、親衛隊全国指導者であるハインリヒ・ヒムラーは、ヘルマン・ゲーリングからようやくゲシュタポ長官代理に任じられて実質的指揮権を譲り受けたばかりであった。ゲシュタポの指揮権をヒムラーが譲り受けたとは言っても、いまだプロイセン州におけるゲーリングの警察権力は巨大であり、親衛隊が更に勢力を拡大させるためには、ゲーリングと密接な関係を保つことは不可欠であった。しかしゲーリングとレームは政敵の関係であったから、そのためにはまず親衛隊がレームの突撃隊から独立することが必要であった。そのためには突撃隊を骨抜きにして弱体化させねばならなかった。
親衛隊の中でも最初に突撃隊幹部の粛清を立案したのは、親衛隊諜報部 (SD) 部長ラインハルト・ハイドリヒであった。しかしこれを実行に移せば突撃隊と親衛隊に深い溝ができるうえ、またヒムラーにとってレームは長い間世話になり、尊敬の対象としてきた人物でもあり、ヒムラーはこの計画には簡単には首を縦には振らなかった。ハイドリヒは時間をかけてヒムラーを説得し、ついにヒムラーも突撃隊幹部の粛清を決断した。ヒムラーも一度決断した後は粛清にためらったり、手心を加えることはなかった。粛清対象者のリスト作成の実質的責任者は計画者であるハイドリヒであった。ハイドリヒはこれを機に突撃隊に限らず反ナチ分子をまとめて粛清しようと企み、突撃隊以外の名前も次々とリストに加えていった。

### ゲーリングの思惑
ゲーリングはナチス政権の誕生後、プロイセン州内相（ついで首相）となり、ゲシュタポをはじめとするプロイセン州警察を指揮していた。
しかし突撃隊員の警察高官達の持つネットワークはゲーリングの指揮権を常に脅かしていた。また国防軍総司令官の地位を巡ってレームは潜在的なライバルであった。レームは、公の場でゲーリングを「反動の権化」などと呼んで批判するほど二人は仲が悪かった。ゲーリングは航空省に調査局という組織を作り、彼らに電話盗聴を行わせることで突撃隊幹部やそのほかの政敵の動きを監視していた。

### ドイツ政界の噂
当時のドイツ政界では、引退を余儀なくされたクルト・フォン・シュライヒャー前首相・陸軍中将が政界復帰を画策しているという噂が流れていた。それによると、シュライヒャーはレームや、かつてのナチス左派領袖で党を除名されたグレゴール・シュトラッサーと接触しており、自らは政敵のパーペンに代わって副首相として入閣、レームを国防大臣にした上で、SAを陸軍に合併させる計画があるという内容だった。また、「閣僚名簿」と称して、具体的な候補者として外務大臣にブリューニング元首相、経済大臣にグレゴール・シュトラッサーといった名前が出回っていた。
この噂は根拠のないものだったが、ヒトラーに粛清を決意させ、また国防軍の協力を得るには格好の内容であり、親衛隊、ゲーリング双方に利用された。そして、名前の挙がった人物は粛清リストに加えられていった。5月末の段階で、シュライヒャーとブリューニングの元に暗殺の危険があると情報が伝わっており、ブリューニングは出国して難を逃れたが、シュライヒャーはベルリンから国内のバイエルンに旅行に出掛けただけで、6月にはベルリンに戻って来ていた。

## 事件までの経過
- 1934年（以下全て同年） 6月、突撃隊叛乱の噂が流れはじめる。
- 6月初め、ダッハウ強制収容所の所長テオドール・アイケの強制収容所監視部隊（のちの親衛隊髑髏部隊）が演習。突撃隊強襲を想定したもの。
- 6月4日、ヒトラーとレームが首相官邸で5時間にもわたり対談。ヒトラー、「第二革命」放棄を求めるが、レームは不穏な情勢の鎮静化に努めると述べるにとどまる。
- 6月7日、突撃隊隊員全員に一ヶ月間の休暇が与えられる。
- 6月8日、レームが神経痛治療のために療養に入ることを発表。
- 6月17日、マールブルク大学で副首相パーペンがレームやナチスの過激派を批判する演説を行う（マールブルク演説）。基本的には突撃隊の第二革命論者を批判したものだったが、パーペンは非ナチ党員だっただけに親衛隊に警戒されてブラックリストに載る。
- 6月21日、ヒトラーがイタリア訪問の報告で大統領私邸を訪問する。この際にヒンデンブルク大統領はブロンベルク国防相を通じ、ヒトラーが情勢を処理できない場合には大統領が戒厳令布告を行い、軍に事態収拾を行わせることをヒトラーに通告する。この後、車椅子のヒンデンブルク大統領とも直接会談したが、同じことを告げられる。ヒトラーは首相権力の形骸化を恐れてこのときに粛清の最終的な決意を固めたという。
- 6月22日、ヒトラーが突撃隊上級指導者ヴィクトール・ルッツェにレーム追放を告げる。ヒムラーは突撃隊の蜂起にそなえ、親衛隊を待機させる。また、国防省も突撃隊のクーデター発生の警戒態勢に入り、親衛隊から武器供与の要請があればこれに応じてもよいと指令する。
- 6月23日、国防省防諜部が「突撃隊に武装決起を命じたレームの命令書」を入手するが、偽作の疑いが濃いと判定している。一方ゲーリング航空相から突撃隊指導者および反逆者の逮捕リストがブロンベルク国防相に届く。
- 6月25日、ヒトラーはレームを6月30日に逮捕する旨をブロンベルク国防相に伝える。国防軍総司令官フリッチュ中将は全軍の外出禁止を下令する。
- 6月28日、ヒトラー、エッセンでエッセン大管区指導者ヨーゼフ・テアボーフェンの結婚式に参加。ゲーリング航空相に粛清の指揮をとらせるためにベルリンで待機させる。ヒトラー、ミュンヘンのバート・ヴィースゼーで療養していたレームに連絡し、6月30日にそちらで突撃隊幹部と会合したい旨を伝える。これを受けてレーム以下突撃隊幹部が次々とミュンヘン郊外のバート・ヴィースゼーに集まる。
- 6月29日、ゲーリング、兼任するプロイセン州首相の権限で、自らが兼任するプロイセン州内相に戒厳令布告の権限を与える。ゲーリングの指令により親衛隊が動員され、突撃隊の武装解除と突撃隊指導者の逮捕を開始する。
6月29日、フォン・ブロンベルク国防相、ナチ党の『フェルキッシャー・ベオバハター』紙に寄稿して「ヒトラーを断固支持」と表明（突撃隊への処置を間接的に要求）。
6月29日夕方、ヨーゼフ・ディートリヒSS中将（当時）率いる「ライプシュタンダルテ・アドルフ・ヒトラー」がベルリンからミュンヘンへ向けて移動。到着後にはアイケのダッハウ強制収容所の監視部隊も合流[10]。

## 粛清

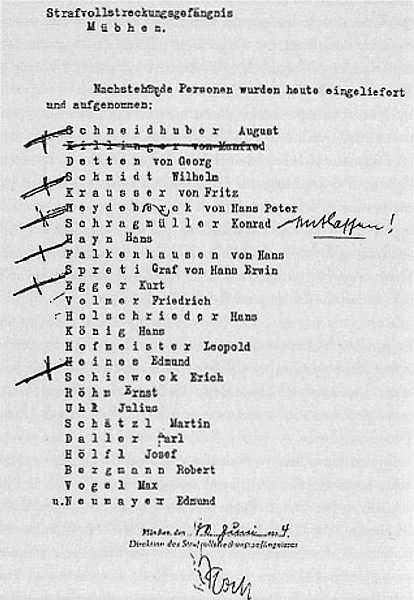
1934年6月30日に逮捕され、ミュンヘンのシュタデルハイム刑務所に連行されたSA主要幹部のリスト

### 6月30日の粛清

#### バイエルン州
6月30日に入ったばかりの深夜、ヒトラーはヨーゼフ・ゲッベルスやヴィクトール・ルッツェSA大将（レームの後任の突撃隊幕僚長にすることが内定していた人物）を伴って総統機でベルリンをたち、バイエルン州ミュンヘン郊外のオーバーヴィーゼンフェルトへ向けて飛んだ。着陸後ヒトラーは直ちにバイエルン内務省へ移動した。ここで自らヴィルヘルム・シュミットSA中将とアウグスト・シュナイトフーバーSA大将を逮捕した。更にヒトラーは午前5時半ごろにレーム達が滞在しているバート・ヴィースゼーの保養クラブ「ハンゼルバウアー」へ向かった。ディートリヒの大部隊はまだ到着しておらず、ヒトラーは待たずに手勢の親衛隊員たちを率いてこのクラブハウスへ突入。レームの部屋に押し入った。ヒトラーはビックリして飛び起きたレームに拳銃を突きつけて「裏切り者」と言い放った。レームは即座に否定したが、ヒトラーは「逮捕するから着替えろ」と命じて後を部下に任せて部屋から出ていった。つづいてヒトラーはエドムント・ハイネスSA大将の部屋に押し入った。ハイネスは同性愛中であったという。ハイネスをルッツェに任せてヒトラーは次の部屋へ、次の部屋へと押し入っていった。ハイネスはルッツェに「ルッツェ。おれは何もしていない！助けてくれ!!」と叫んだが、ルッツェは「おれは何もしてやれない…。おれには何もできない…。」と返したという。逮捕に抵抗する突撃隊幹部は一人もおらず、逮捕された突撃隊員たちはシュターデルハイム刑務所へと移送された。「陰謀の本拠地」はあっさりと片付いた。この後、連絡を受けてミュンヘンから到着したレームを守る幕僚長護衛部隊がこの保養クラブに到着して一時緊迫したが、ヒトラーの鶴の一声で幕僚長護衛部隊はミュンヘンへ帰隊していった。
ミュンヘンへの帰途、ヒトラーは不審な突撃隊の対向車を停止させ、搭乗していたペーター・フォン・ハイデブレックSA中将を逮捕している。ヒトラーは午前10時頃、国軍が非常線を張るナチ党本部「褐色の家」に到着。ゲッベルスにベルリンにいるヘルマン・ゲーリングに対して「ハチドリ」（作戦開始）の合図を送らせた。
バイエルン州国家弁務官フランツ・フォン・エップは、レームのかつての上官であったこともあり、エップはレームを軍法会議にかけるべきだとヒトラーに訴え出たが、ヒトラーは却下した。バイエルン州法相ハンス・フランクも裁判も無しでレームを銃殺することには反対する意志をベルリンから招集されていた副総統ルドルフ・ヘスに伝えたが、ヘスにより却下された。ヘスはレームの粛清にはやけに熱心で「総統、レームの射殺は私にお任せください」などと名乗り出る始末だった。
12時半になってようやくヨーゼフ・ディートリヒが褐色の家のヒトラーの前に姿を現した。ヒトラーは到着の遅れを叱責しつつ、すぐに部隊のうち二個中隊をピオニアー兵舎へ移動せよとディートリヒに命じた。ディートリヒは命令を果たして午後2時半頃に「褐色の家」に戻ってきたが、この後、3時間ほどヒトラーの部屋の隣室で待たされた。ヒトラーは引き連れてきた側近たちから誰を射殺するべきか聞いて考慮中であった。このときにヒトラーはルッツェにも話を振ったが、ルッツェは「自分は誰が批判されるべきかも、誰がレームの共犯かもわかりません」とだけ答えて誰の名前も出さずに静かに部屋を退出していったという。午後5時頃、マルティン・ボルマンが部屋から出てきて隣室で待機中だったディートリヒを部屋に招き入れた。ヒトラーはディートリヒに「兵舎へ戻って将校1名と兵6名を選び、シュターデルハイム刑務所にいる次のSA将校たちを銃殺せよ」と命じた。ボルマンから手渡されたリストには、SA大将エドムント・ハイネス、SA大将アウグスト・シュナイトフーバー、ハンス・ペーター・フォン・ハイデブレック、SA中将ヴィルヘルム・シュミット、SA中将ハンス・ハイン、SA大佐ハンス・フォン・シュプレーティ＝ヴァイルバッハ伯爵の六名の名前があった。この時点ではヒトラーはレームの処刑は見送っている。ヒトラーはこの後、すぐさまミュンヘンをたってベルリンへ戻っていった。ヒトラーはミュンヘンを立つ際に「レームはその功績に免じて許した」と述べたという。
一方ディートリヒは、命令を受けた後、ただちに副官のヨシアス・ツー・ヴァルデック＝ピルモントSS中将をシュターデルハイム刑務所へ派遣して刑場の準備を始めさせ、さらに6時頃には自らシュターデルハイム刑務所を訪れた。六人の突撃隊員が独房から引きずり出されて中庭の刑場へ連れ出された。シュナイトフーバーはディートリヒの姿を見つけると「ゼップ（ディートリヒの愛称）、一体どうしたというのだ!?　我々は無罪だ！」と叫んだが、ディートリヒは「総統兼首相は、貴官らに死刑を宣告された。ハイル・ヒトラー！」と返すだけだった。一人ずつ刑場へ連れて行かれて、そのたびに親衛隊将校が「総統兼首相は貴官に死刑を宣告された。刑はただちに執行される」と宣告した。ディートリヒはシュナイトフーバーの番が来る前に退散したという。ディートリヒは「もうたくさんだった」と語っている。
またバイエルン州でも突撃隊以外の人々も殺されている。ミュンヘン一揆の「裏切り者」である元バイエルン総督グスタフ・フォン・カールもその一人である。カールは親衛隊員により斧で斬殺されてその遺体はダッハウ強制収容所の近くの沼地に捨てられた。

#### プロイセン州での粛清
6月30日午前10時頃、「ハチドリ」の合図を受けたゲーリングは、ベルリンでの粛清を開始した。ベルリンでの粛清はプロイセン州首相兼内相ゲーリングのほか、ゲシュタポ監察官及び長官代理ハインリヒ・ヒムラー、ゲシュタポ局長ラインハルト・ハイドリヒらによって主導された。
カール・エルンストSA中将はじめ突撃隊幹部150人が次々と検挙され、ベルリンのリヒターフェルデ士官学校に連行されてそこでゲーリングが選び出した者が次々と銃殺されていった。
ナチ党政権の樹立を妨害した前首相・シュライヒャー中将は妻ともどもゲシュタポによって自宅で殺害された（シュライヒャーの殺害はゲシュタポの独断であり、これにはゲーリングははじめ反対していたという）。カトリックの反ナチ派の運輸省官僚エーリヒ・クラウゼナーは、運輸省内の執務室でハイドリヒの放ったSD隊員に頭を打ちぬかれて殺害された。グレゴール・シュトラッサーもゲシュタポの拘禁所へ連れて行かれ、そこで親衛隊員に背後から撃たれて殺害された。パリの亡命者に出回っている反ナチ書籍『ドイツ国防軍将軍の日記』の著者と疑われていたフェルディナント・フォン・ブレドウ少将も何者かに頭を撃ち抜かれて殺されている。フランツ・フォン・パーペンも危ぶまれたが、ゲーリングの庇護で命だけは助かった。しかしパーペンの秘書は殺されている。
これに乗じて各親衛隊幹部は個人的な怨嗟による殺人も起こした。特に顕著なのがエーリヒ・フォン・デム・バッハ＝ツェレウスキーによるアントン・フォン・ホーベルク＝ブーフヴァルト男爵の殺害であった。アントンも親衛隊員であったにもかかわらず、かつてアントンがデム・バッハ＝ツェレウスキーの副官をしていたころに個人的に彼と折り合いが悪かったというだけで殺されることとなった。
シュライヒャーは軍部が輩出した首相であっただけに彼を銃殺したとなると軍部から反発があるのではないかというナチ党幹部の心配をよそにその日の午後には早々に国防省軍務局長ヴァルター・フォン・ライヒェナウ将軍が「この数週間、元首相退役大将フォン・シュライヒャーは突撃隊の反国家的グループおよび国外の団体と狂信的な関係を続けていたことが明らかとなった。警察の逮捕に際して彼は武器を持って抵抗した。銃撃戦のために彼と彼の妻は致命傷を負った」と嘘の発表を行って粛清を正当化している。

### 7月1日から7月2日の粛清

#### レームの処刑
6月30日が終わっても突撃隊幕僚長レームはいまだミュンヘンのシュターデルハイム刑務所に投獄されたまま生かされていた。ヒトラーが唯一お互いに「お前(Du)」と呼びあう仲の同志であるレームの処刑に最後のためらいをしていたためだった。しかし7月1日正午前にはヒトラーもゲーリングとヒムラーの説得に折れ、ついにレームの処刑を決意した。ダッハウ強制収容所所長テオドール・アイケに連絡し、レームに一度自決の機会を与えたうえで処刑するようにと命じた。
午後3時頃、アイケは部下のダッハウ副所長ミヒャエル・リッペルトを引き連れて、シュターデルハイム刑務所のレームの独房を訪れた。アイケは「貴方は死刑に処される。総統は最終決断のための機会を貴方に与えた」と宣告し、「レーム逮捕」を報じるナチ党機関紙『フェルキッシャー・ベオバハター』紙と自決用の一発だけ弾の入った拳銃を置いたが、レームは「俺を殺すというなら、アドルフ自らがやるべきだ」と反論した。二人は独房を後にしたもののいつまでも銃声がしないため、アイケ達は再度レームの独房に戻った。アイケはリッペルトにレームを撃つよう命じ、リッペルトがレームに向けて2発発砲した。倒れ込んでなお息があったので、もう1発胸に撃ち込んで殺害した（とどめを刺したのがアイケかリッペルトかどちらであるかは不明）。

#### それ以外の処刑
レーム殺害は処刑再開の合図であった。7月1日から7月2日の明け方にかけて監獄などで投獄されていた者たちの銃殺が続いた。7月2日明け方、コロンビア・ハウス強制収容所ではSA中将カール・シュライヤーが処刑の時を待っていたが、銃殺場のリヒターフェルデへ連れて行かれる直前に親衛隊将校があわてた様子でやってきて「やめろ！総統は銃殺刑を中止するとヒンデンブルクに宣言された！！」と叫んだため、命が助かったと戦後にシュライヤーは証言している。

## 事件処理
7月1日にはブロンベルク国防相が非常事態宣言を解除した。ヒンデンブルク大統領とブロンベルク国防相がヒトラーに感謝の意を表明した。7月2日にはヒンデンブルク大統領の署名付き祝電がヒトラーに送られる（ただしこの文書は大統領官房長オットー・マイスナーと、大統領の息子で副官オスカー・フォン・ヒンデンブルク大佐が作成したものと思われる）。ゲーリングは粛清関係書類の焼却を命じた。
7月3日には緊急閣議が開かれた。ブロンベルク国防相が軍を代表してヒトラー首相に賛辞を捧げた。副首相フランツ・フォン・パーペンのみが自分が自宅監禁を受けたことと自分の報道秘書が殺されたことをヒトラー首相に抗議した。パーペンは辞職を表明したが、ヒトラーは却下した。またこの閣議において粛清を法的に正当化するための法案「国家緊急防衛の諸措置に関する法律」を公布させた。「1934年6月30日、7月1日及び7月2日の反逆及び売国行為を鎮圧するために執られた諸措置は、国家緊急防衛として正当なものとする」というたった一条の文から成る法律であった。なおこの法律に関して遡及法の禁止の原則に触れるのではという疑問も呈されたが、政府は「反乱の鎮圧は国家の当然の権利であり、当たり前のことを念のため確認しただけの法律である」として遡及の禁止には該当しないとした。この法律により、カールら現役の政治家以外の人物の暗殺も正当化され、捜査は中止させられた。同法は戦後の1946年に連合国管理理事会の管理理事会法第11号により他のナチス時代の法律と共に廃止されるまで有効であった。
戦後の1949年、非ナチ化に伴い事件の再調査と被疑者の裁判が始められた。事件の関係者はほとんどが自然死もしくは戦死、もしくは戦犯として処刑・拘留されていたため、裁判は1960年代まで続けられた。これらの裁判により、生存していたミヒャエル・リッペルト、ヨーゼフ・ディートリヒなどが有罪判決を受けた。

## 影響

### ドイツ国内

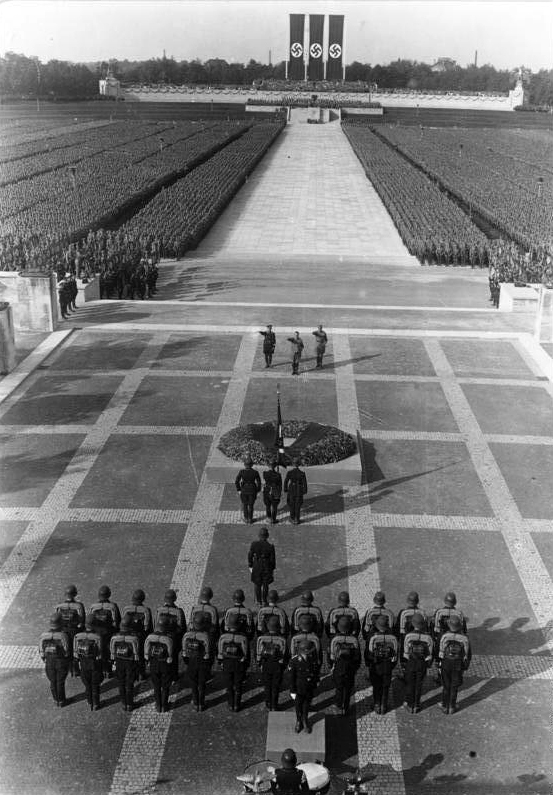
事件のおよそ2か月後の1934年9月に開催されたニュルンベルク党大会で、戦没者記念堂 (Ehrenhalle) に拝礼する（画面中央の左から）ヒムラー、ヒトラー、ルッツェ

対立組織を排除させることに成功した国軍は、ナチ党への完全な協力を約束し、ヒトラーの主導権が確立した。国軍は再軍備の上で国防軍に再編され、戦争への下準備の一つがなされることになった。市民の間でも暴力沙汰や同性愛などで突撃隊への評判は悪く、粛清はむしろ好意をもって迎えられた。
しかし、将官であったシュライヒャーやブレドウの死は国軍に少なからぬ衝撃を与えた。ヒンデンブルクも調査を要望したが、側近グループに説得され、祝電に署名するほかなかった。陸軍長老であるアウグスト・フォン・マッケンゼン元帥も直接ヒトラーに抗議したが要れられず、7月20日には28人の将校と連名で、ブロンベルク国防相、ゲッベルス宣伝相、ノイラート外相、ロベルト・ライらを免職し、軍事執政を要請する書簡をヒンデンブルクに送った。「閣下は過去に三度までもドイツを崩壊から救いました。（中略）閣下、今一度ドイツを救ってください！」と、切実な内容であったが、彼は何の対応も取らなかった。これについてジョン・トーランドは、側近が手紙を見せなかったものと推測している。面子を潰されたと感じた軍人達は、ナチ党に協力的なブロンベルクを「ゴムのライオン」と蔑称するようになった。
隊員数はこの後減少の一途をたどることになり、長いナイフの夜の頃には450万人を誇る突撃隊の隊員数は粛清の2ヶ月後の1934年9月に260万人、1935年10月に160万人、1938年には120万人にまで減少した。1940年初頭、SAの会員数はわずか約90万人になっていた。
事件後も青年に対する軍事訓練機関としての役割は残され、これが突撃隊の主要任務となった（ただし、1939年1月に突撃隊防衛団が組織されるまで武器の使用・所持は認められなかった）。これに次ぐ突撃隊の任務は行政機関や大管区などの布告を配布・宣伝することであった。毎年冬に行われるナチ党の慈善事業、冬季貧民救済事業も突撃隊が行っていた。
突撃隊上級指導者であったヴィクトール・ルッツェがレームの後任としてSA最高幕僚長に就任し、突撃隊とヒトラーを前にして、完全な忠誠を誓う演説を行っている。またこの頃まで形式的に突撃隊の傘下にあった親衛隊は、名実共に独立した組織となり、以後党の重要な組織として拡大を続ける。突撃隊は勢力を失ったが解散することはなく、国防軍入隊者への教練や大管区の布告の補助等を敗戦まで行った。しかし、戦時中も親衛隊と突撃隊は幾度となく対立を起こし、両者には消える事の無い因縁が残った。

### 国外の反応
欧米各国のメディアは、一斉にヒトラーの行為を非難した。民主主義諸国では、ヒトラー一派が非合法的な手段で政敵を排除したことが、政権の不安定さを示す兆候であり、ナチス政権は崩壊間近だとする論調が支配的だった。ファシズム体制のイタリアにおいてすら、ムッソリーニが「一連の行為は、乱暴で残忍なやり方であり、容認することはできない」と非難声明を出した。
非難一色の中、唯一ソ連のみが事件に対し肯定的な反応を示した。スターリンは、1934年7月、事件の直後にクレムリンで行われた政治局会議で事件に触れ、「政敵を排除したことにより、ヒトラーの権力と彼の体制は強固なものとなった」と、欧米各国とは正反対の分析を示した。スターリンがこの事件に強い関心を示した理由は、ヒトラーが国内で何の咎めも受けることなく公然と政敵を抹殺することができた、という点にあった。前述の政治局会議の席上、彼は次のように述べたといわれる。
スターリンは1920年代から反対勢力の排除を目論んでいたが、反撃にあうことを恐れて躊躇していた。事件は、彼に反対勢力を徹底的に根絶する決意を固めさせたといわれる。
政治局会議から5ヶ月足らず後の1934年12月1日には、スターリンの有力な後継者かつ潜在的なライバルと目されていたセルゲイ・キーロフが暗殺されている（暗殺にはスターリンの関与があったといわれる）。キーロフ暗殺を契機に、スターリンはソ連全土で大粛清を展開していくことになる。

## 主な粛清の対象者

### ナチスの党員・関係者

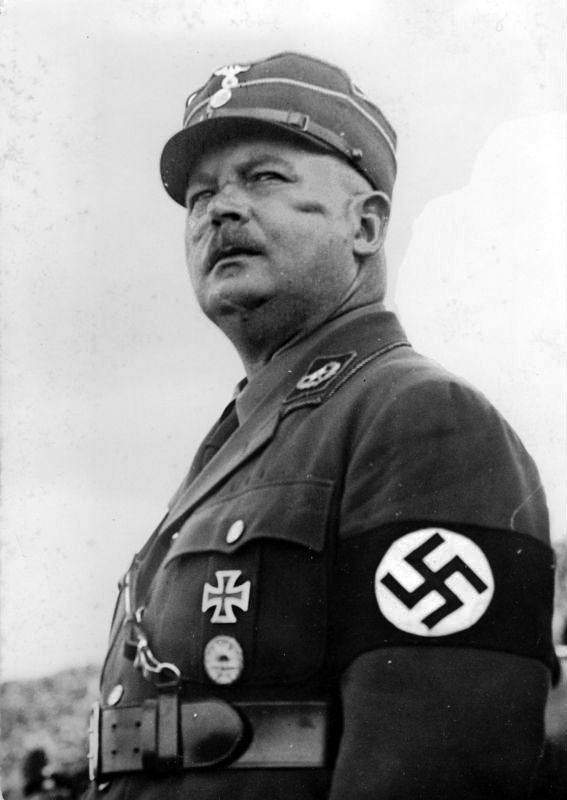
エルンスト・レーム（SA最高幕僚長）
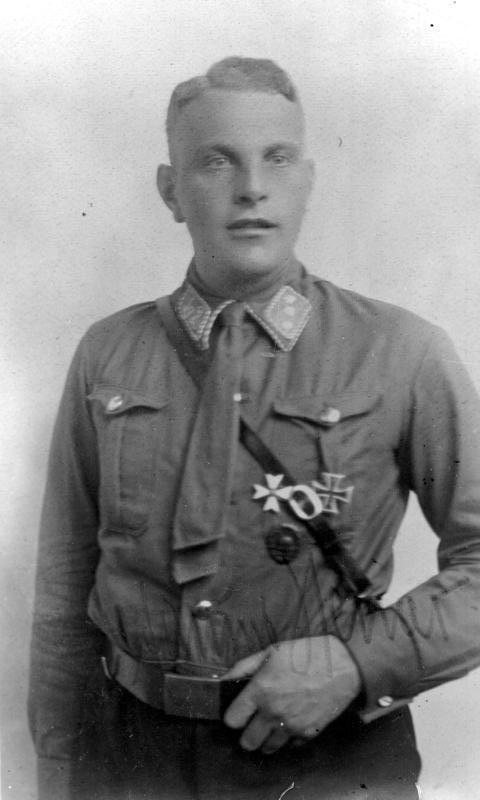
エドムント・ハイネス（SAベルリン地区隊長）

### ナチス外部の人間

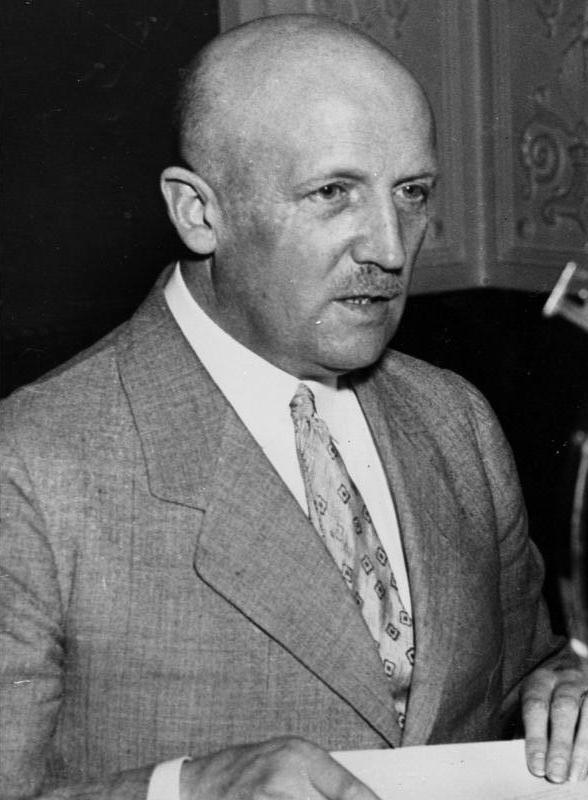
クルト・フォン・シュライヒャー（前首相。夫人とともに射殺）
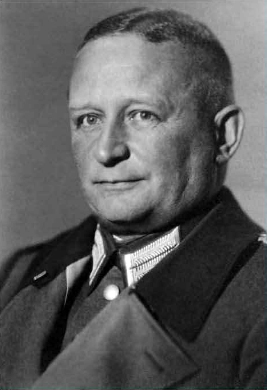
フェルディナント・フォン・ブレドウ（元国防軍官房長）
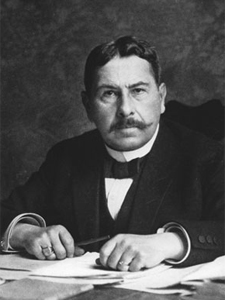
グスタフ・フォン・カール（元バイエルン州総督・首相、ミュンヘン一揆を鎮圧。事件では斧で切り刻まれた後、沼に投げ込まれた）
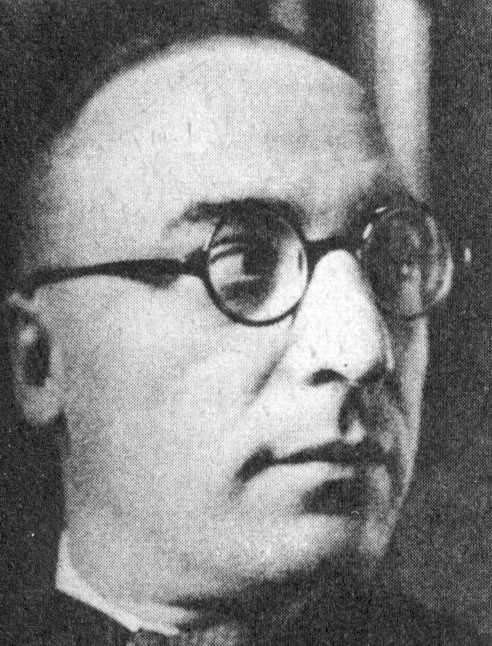
エドガー・ユリウス・ユング（ドイツ語版）（保守革命の思想家、パーペンの秘書。マールブルク演説の起草者の一人）
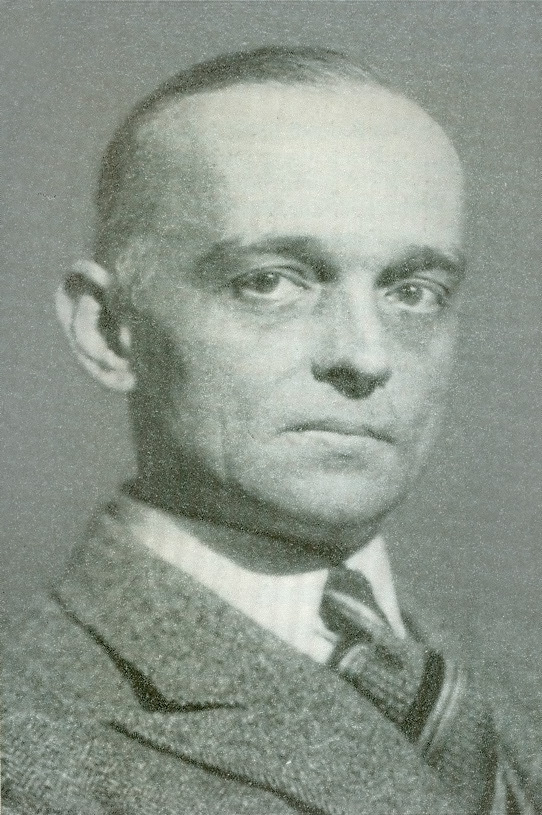
ヘルベルト・フォン・ボーゼ（ドイツ語版）（パーペンの秘書。マールブルク演説の起草者の一人）
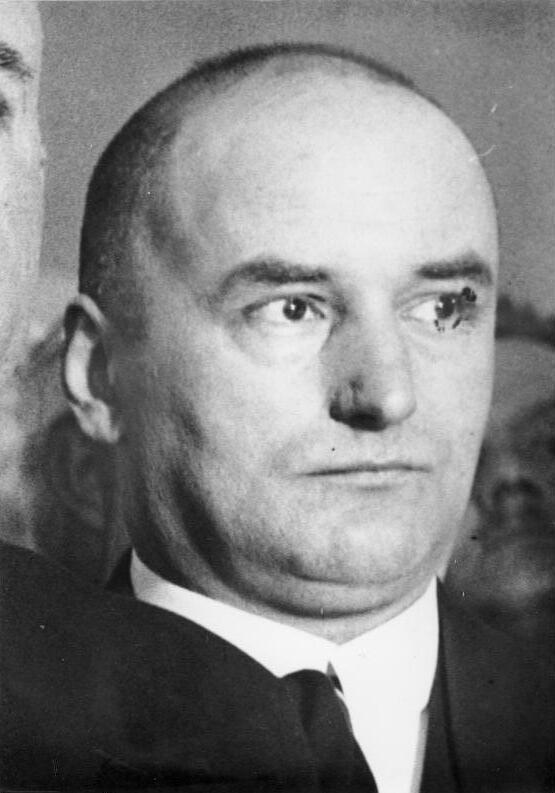
エーリヒ・クラウゼナー（交通省海事局長。マールブルク演説の起草者の一人）

このほかにもレームと親しかった占星術師カール＝ギュンター・ハイムゾートも殺害された。音楽評論家のヴィルヘルム・エドゥアルト・シュミットはシュミットの名を持つ突撃隊幹部と誤認され、犠牲となった。
レームをはじめとする犠牲者の遺族には年金が贈られ、慰撫が行われた。しかしレームの母親は息子が同性愛者であるとされることを拒否して年金を受け取らなかった。

## 事件を題材や参考とした作品
- 小説
  - ハンス・ヘルムート・キルスト『長いナイフの夜』
  - ルキノ・ヴィスコンティ『地獄に堕ちた勇者ども』
- 舞台
  - 三島由紀夫『わが友ヒットラー』
- 映画
  - 『地獄に堕ちた勇者ども』(監督：ルキノ・ヴィスコンティ)
- 音楽
  - AC/DC『長いナイフの夜』（悪魔の招待状（1981年）収録曲）